# Зенченко, Геннадий Иванович
Геннадий Иванович Зенченко (4 мая 1937, совхоз «Приишимский» — 18 декабря 2016) — советский казахстанский организатор сельскохозяйственного производства, генеральный директор коммандитного товарищества «Зенченко и компания», Герой Труда Казахстана (2008).

## Биография
Родился в семье потомственного хлебороба, известного в области руководителя сельскохозяйственного производства Ивана Зенченко.
Окончил Петропавловский техникум механизации сельского хозяйства, в 1973 году заочно окончил Петропавловский педагогический институт.
С 1962 года работал в совхозе «Ленинский» электрослесарем, затем заведующим нефтебазой. С 1965 года работал механиком, затем заведующим МТМ. С 1968 года — главный инженер-механик совхоза «Ленинский», управляющий Советским районным объединением «Казсельхозтехника». В 1973 году избран на должность заместителя председателя исполнительного комитета Советского районного совета депутатов трудящихся.
С 1976 года — директор совхоза «Новоникольский». Совхоз был дважды реорганизован: в 1992 году в сельскохозяйственную ассоциацию арендаторов «Новоникольское», в 1997 году в коммандитное товарищество «Зенченко и компания», в котором Зенченко занимает пост генерального директора.
Похоронен в селе Новоникольское Кызылжарского района Северо-Казахстанской области. В родном селе установлен памятник.

## Награды и звания
- Герой Труда Казахстана (каз. Қазақстанның енбек ері) (2008).
- Орден Отан (дважды: 1999, 2008).
- Орден Трудового Красного Знамени.
- Орден «Знак Почёта».
- Юбилейная медаль «Қазақстан конституциясына 10 жыл».
- Юбилейная медаль «Тынга 50 жыл».
- Золотая медаль «За трудовую доблесть» I степени.
- Нагрудный знак «За заслуги перед Республикой» (каз. Республикаға сіңірген еңбегi ушін).
- Нагрудный знак «Золотой Барс».
- Диплом «Лучший бизнесмен Казахстана».
- Почётный гражданин Северо-Казахстанской области[4].